# Dongdaemun Design Plaza
Dongdaemun Design Plaza (DDP) (Tiếng Hàn: 동대문 디자인 플라자) là một vùng đất đô thị phát triển chính ở Seoul, Hàn Quốc được thiết kế bởi Zaha Hadid và Samoo, với thiết kế theo chủ nghĩa tương lai đặc trưng bởi "sức mạnh, hình thức uốn lượn kéo dài". Đây là trung tâm thời trang của Hàn Quốc và là điểm du lịch nổi tiếng. Dongdaemun bao gồm một công viên đi bộ trên mái nhà, không gian triển lãm toàn cầu rộng lớn, cửa hàng buôn bán và bộ phận kỹ thuật sửa chữa.
DDP được chọn là nơi tổ chức World Design Capital của Hàn Quốc vào năm 2010. Công trình bắt đầu vào năm 2009 và chính thức khánh thành vào 21 tháng 3 năm 2014. Được nối trực tiếp với Tàu điện ngầm Seoul thông qua Ga công viên lịch sử & văn hóa Dongdaemun trên Tuyến 2, 4 và 5.

## Hình ảnh

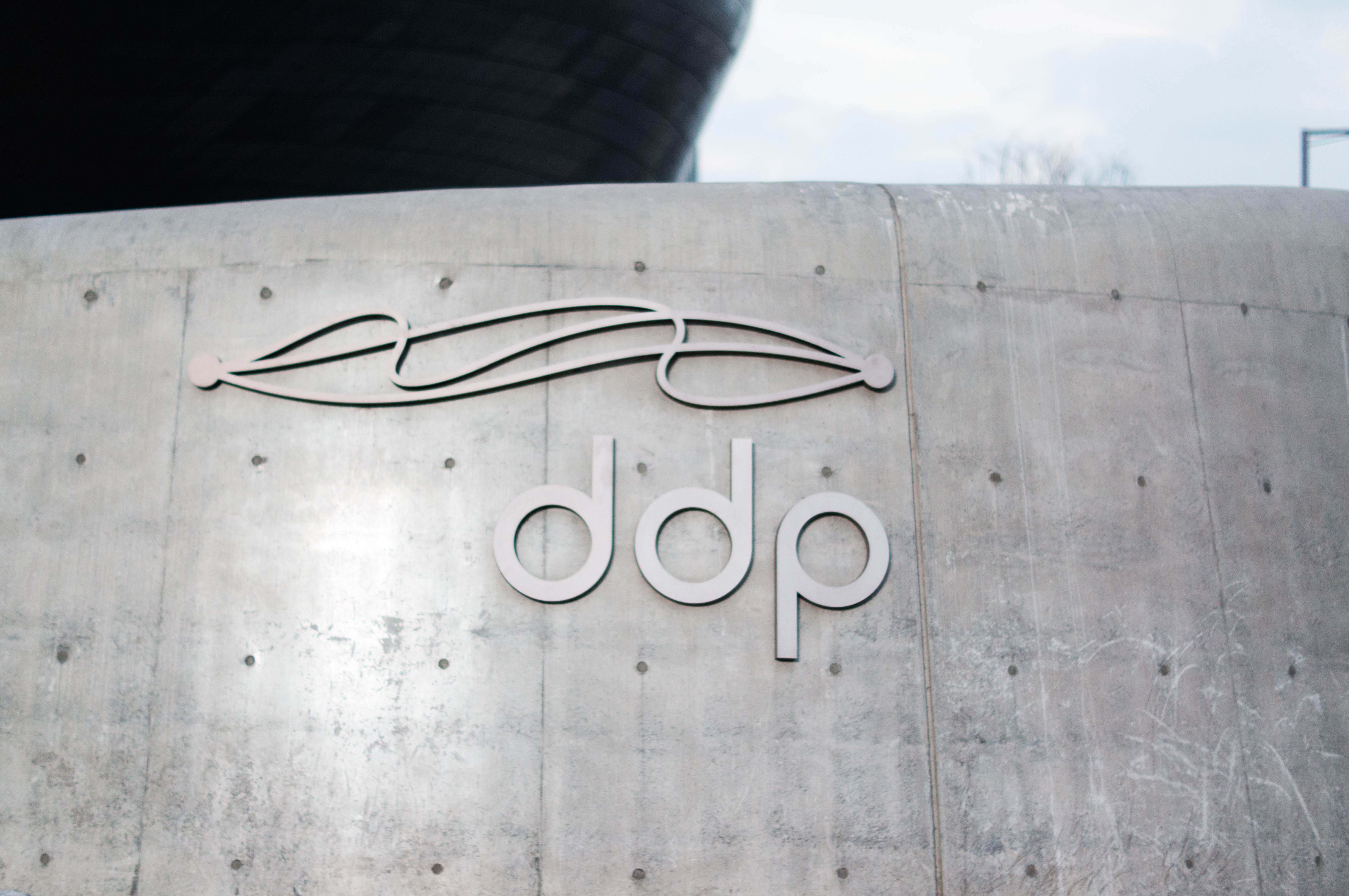
DDP Logo
Mô hình công viên & Dongdaemun Design PlazaMô hình công viên & Dongdaemun Design Plaza
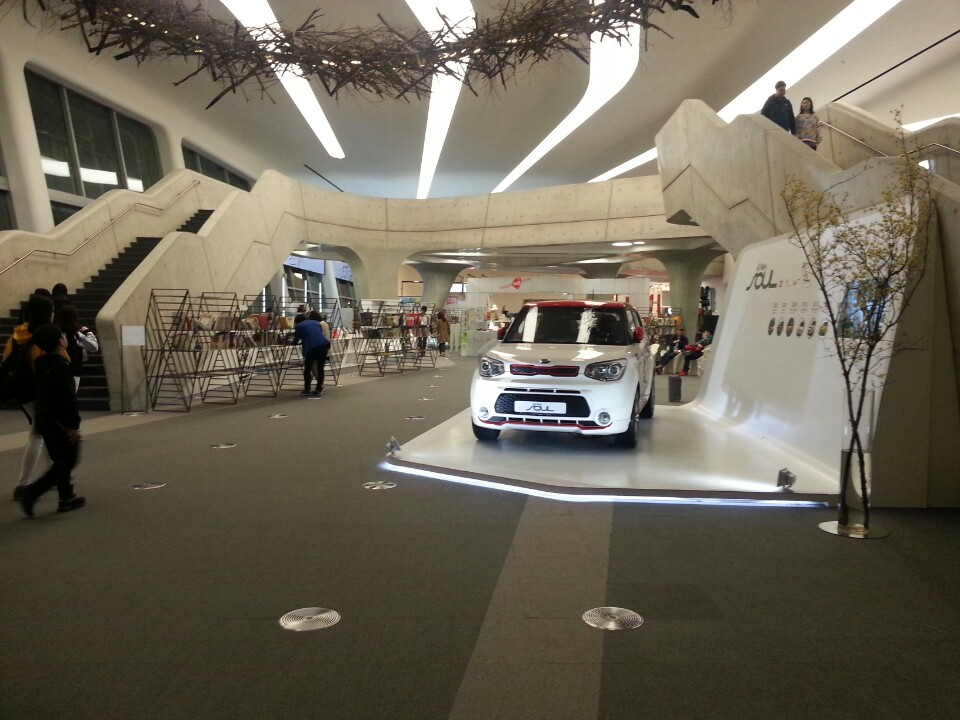
Triển lãm Design Lab và Kia Soul ở Dongdaemun Design Plaza & Park

## Liên kết
- Website chính thức
- Photographic series by Italian artist Emanuele Zamponi, developed on the Dongdaeum Design Plaza & Park and designers from Seoul
- Seoul Design Foundation Lưu trữ ngày 8 tháng 6 năm 2010 tại Wayback Machine